# Ibrahim Hussein Berro
Ibrahim Hussein Berro (en árabe: ابراهيم حسين برّو‎) (1973-¿18 de julio de 1994?) fue un miembro de Hezbolá a quien se acusó de ser responsable por el Atentado a la AMIA ocurrido en Buenos Aires el 18 de julio de 1994, en el cual murieron 85 personas por una explosión. Berro, un ciudadano libanés que en esa fecha tenía 21 años de edad fue imputado por funcionarios de Argentina, Estados Unidos e Israel.
Su hermano residente en los Estados Unidos negó la acusación y Hezbolá declaró que ella era “categóricamente falsa”.
Radio Nur del Líbano dijo el 9 de septiembre de 1994 que Berro había muerto  en un combate contra el ejército israelí. A su funeral, sin cadáver, concurrieron altos funcionarios del Hezbolá y   su esposa desde entonces recibió de esa organización un subsidio mensual de 300 dólares. Por otra parte, se estableció que en ese ataque realizado con misiles y bombas contra un convoy del Ejército israelí por integrantes del Hezbolá el 7 de septiembre, en Tallusa, no murió ningún libanés, sino un soldado israelí.

## Datos sobre su vida
Según su hermano, que reside en los Estados Unidos, Berro creció en el Líbano y alrededor de 1989 dejó la escuela y se involucró con Hezbolá, en la cual militaba su hermano Alí. Su madre, temiendo por las consecuencias de esa adhesión, le pidió una visa para que viajara a Detroit donde residían familiares, pero no la consiguió debido a su edad. Por esa época habría recibido entrenamiento militar en campos del sur de su país y luego viajó a Irán.
En 2003 fue elaborado por la Secretaría de Inteligencia de Estado (SIDE) de Argentina, con la colaboración del FBI, el servicio secreto israelí Mossad y otros servicios europeos un informe donde se identificaba a un ciudadano apellidado Berro, Brru o Borro, como el atacante suicida y se afirmaba que el ingreso al país se había producido por la Triple Frontera junto con Ahmed Saad. El ataque en el cual supuestamente murió Berro fue una operación de la que participaron integrantes del clan Thormos, que está sospechada de haber escondido a Berro en la Triple Frontera antes de ingresar a la Argentina para el ataque.
En el año 2005 se anunció que iba a realizarse un cotejo de ADN entre los restos encontrados en la AMIA atribuidos al conductor suicida y familiares de Berro, señalándose que en Estados Unidos era legal forzarlos a entregar material genético para la comparación, sin que hasta la fecha se haya informado más al respecto.

## Afirmaciones contradictorias
El 9 de noviembre de 2005 el fiscal Alberto Nisman (1963-2015) dijo en conferencia de prensa que habían identificado al conductor suicida como Ibrahim Berro, de 21 años, gracias a los testimonios y dos fotografías aportados en Míchigan por sus hermanos. Añadió que "para la época del atentado" Hassan y Abbas Berro "ya no lo veían" a Ibrahim.
Sin embargo, las declaraciones hechas el 15 de septiembre de 2005 por los hermanos Hassan y Abbas Berro en Míchigan, Estados Unidos, ante Nisman y Marcelo Martínez Burgos, titulares de la Unidad Fiscal AMIA, y la fiscal de Míchigan, Barbara McQuade, que constan en un documento interno del Ministerio de Justicia desvincularon a Ibrahim Berro del hecho y uno de ellos aseguró haber estado con Ibrahim una o dos semanas antes de su muerte, ocurrida el 9 de septiembre de 1994. Los hermanos sostuvieron además que Ibrahim era un discapacitado físico porque fue víctima de una explosión en el Líbano que lo dejó rengo y le afectó un pulmón. 
En cuanto a las fotografías, Nisman dijo haberlas exhibido a Nicolasa Romero, una mujer que dijo haber visto al conductor antes de la explosión, y que ella respondió que "tiene un gran parecido". Sin embargo, cuando el juez federal Rodolfo Canicoba Corral mostró esas fotos a Romero el 23 de septiembre de 2005, ésta declaró que no lo reconocía "como el chofer". Luego le mostraron el identikit que ella dictó el 21 de julio de 1994 y volvieron a exhibirle las fotos, a lo que respondió que veía un parecido en el rostro y la contextura de la cara pero no estaba ciento por ciento segura y posteriormente, en el juicio oral, dijo que el identikit "se parece muy poco" al chofer. Por otra parte, el identikit es de frente y ella al chofer lo vio de perfil.
El periodista Jorge Urien Berri afirmó que “el recorte de datos para promocionar avances fue una constante en la causa cuando estaba a cargo del juez Juan José Galeano y los fiscales Eamon Mullen y José Barbaccia” y señaló que la sentencia del Tribunal Oral N.º 3 cuestionó varias veces a Nisman por efectuar "valoraciones parciales y arbitrarias de las pruebas" y habló de su "irregular proceder".